# Valtellina Rosso
Valtellina Rosso DOC oder Rosso di Valtellina DOC ist ein trocken ausgebauter Rotwein der norditalienischen Provinz Sondrio, Region Lombardei. Dem Wein ist seit 1968 die „kontrollierte Herkunftsbezeichnung“ „Denominazione di origine controllata“ (DOC) erlaubt, soweit er die Anforderungen des maßgeblichen Disciplinare di produzione erfüllt.

## Anbaugebiet
Das Erzeugungsgebiet umfasst die im Disciplinare Artikel 3 beschränkten Rebflächen:
- von Ardenno im Westen bis Tirano im Osten, orografisch rechts der Adda, zwischen der Staatsstraße Nr. 38 (ital. Strada Statale = SS 38) bis in eine Höhe von 700 m ü. d. M.
- in den Gemeinden Piateda und Ponte in Valtellina orografisch rechts der Adda über die SS 38 hinaus bis zum Ufer der Adda
- in der Fraktion Stazzona der Gemeinde Villa di Tirano und in der Gemeinde Albosaggia am orographisch linken Ufer das abschüssige Gelände vom Ufer der Adda bis in eine Höhe von 600 m ü. d. M.

## Erzeugung
Nach dem Disciplinare Artikel 4 ist seit 2019 bei Neu- und Wiederanpflanzungen eine Mindestbestockung mit 3500 Rebstöcken/ha gefordert. Zuvor waren noch 4000 Rebstöcke erforderlich. Die maximale Traubenproduktion darf 10 Tonnen/ha nicht übersteigen, wobei die Trauben einen natürlichen Alkoholgehalt von mindestens 10 % vol. sicherstellen müssen.
Nach dem Disciplinare Artikel 5 darf der Höchstertrag an Trauben im fertigen Wein 70 Hektoliter (hl)/ha nicht überschreiten. Bis zu einer Obergrenze von 75 hl/ha, verliert nur die Übermenge den Anspruch auf die DOC. Über 75 hl/ha hinaus erlischt das Recht auf die kontrollierte Ursprungsbezeichnung für das gesamte Erzeugnis.
Der Wein muss nach dem Disciplinare Artikel 2 zu mindestens 90 % aus der Rebsorte Nebbiolo gekeltert werden. Erlaubt sind bis zu 10 % andere rote, nicht aromatische Rebsorten, die für den Anbau in der Lombardei zugelassen sein müssen. Zunehmend finden sich ambitionierte Winzer, die reinsortige Weine erzeugen.
Beginnend mit dem 1. Dezember nach der Ernte, ist für den Wein eine mindestens sechsmonatige Reifung vorgeschrieben, die auch im Holzfass erfolgen darf.
Die Flaschenpreise im Handel spiegeln die große Bandbreite der erzeugten Qualitäten. Während die einfachen Weine der wenigen größeren Kellereien, die das meiste oder sogar alles Traubengut von den in der Regel Nebenerwerbs-Rebbauern kaufen, 2023 bei großen italienischen Supermarktketten ab etwa 6,00 €/Flasche zu haben waren, kosten die Weine bei den bekanntesten Winzern im Direktverkauf bis zu € 25,00/Flasche.

## Eigenschaften
Nach dem Disciplinare Artikel 6, muss der Wein zum Zeitpunkt seines Inverkehrbringens die folgenden Eigenschaften aufweisen:
- Farbe: rubinrot, mit möglichen granatroten Reflexen;
- Geruch: delikat, anhaltend, charakteristisch;
- Geschmack: trocken und leicht tanninhaltig, mit möglicher Holznote;
- Gesamtalkoholgehalt: mindestens 11,0 Vol.-%
- Säuregehalt: seit 2019 mind. 4,0 g/l (zuvor 4,5 g/l)
- (Natürlicher) Extrakt: mind. 20,0 g/l